# The Art Of Rebellion
The Art Of Rebellion es el quinto álbum de la banda Norteamericana Suicidal Tendencies. Fue lanzado el año 1992 por Epic Records. 
Este disco se diferencia porque muestran sonidos más experimentales, a diferencia de sus anteriores discos. Donde muestran un crecimiento musical en el sonido de la banda, por eso para mucho es considerado el mejor disco de la banda. Las canciones tienes sonidos más funk, un rock más alternativo e incluso sonidos más pop, pero sin olvidar sus raíces hardcore y thrash. 
The Art Of Rebellion muestra que la banda pasa por su mejor momento creativamente hablando, Con Mike Muir en su mejor etapa creando las letras de canciones con tonos muy potentes. También cabe mencionar el trabajo de Rocky George y Mike Clark  en guitarras, Robert Trujillo en el bajo y Josh Freese en batería, mostrando una gran evolución en sus sonidos, que se pueden notar en temas como Accept My Sacrifice o Gotta Kill Captain Stupid, donde se muestran excelentes ejecuciones de los instrumentos.
El disco dura aproximadamente 60 minutos y el encargado de la producción fue Peter Collins; además suicidal tendencies en este álbum lanzó tres singles “Nobody Hears”, “Asleep At The Wheel” y “I'll Hate You Better”; además alcanzó a estar en la posición número 52 del Billboard en el año 1992.

## Lista de canciones
| N.º | Título                                              | Escritor(es)          | Duración |  |
| 1.  | «Can't Stop»                                        | Mike Muir             | 6:39     |  |
| 2.  | «Accept My Sacrifice»                               | Muir, Robert Trujillo | 3:30     |  |
| 3.  | «Nobody Hears»                                      | Muir, Rocky George    | 5:34     |  |
| 4.  | «Tap into the Power»                                | Muir, Mike Clark      | 3:43     |  |
| 5.  | «Monopoly on Sorrow»                                | Muir                  | 5:13     |  |
| 6.  | «We Call This Mutha Revenge»                        | Muir, Clark           | 4:51     |  |
| 7.  | «I Wasn't Meant to Feel This / Asleep at the Wheel» | Muir                  | 7:07     |  |
| 8.  | «Gotta Kill Captain Stupid»                         | Muir, Clark           | 4:02     |  |
| 9.  | «I'll Hate You Better»                              | Muir, Clark           | 4:18     |  |
| 10. | «Which Way to Free?»                                | Muir, George          | 4:30     |  |
| 11. | «It's Going Down»                                   | Muir                  | 4:27     |  |
| 12. | «Where's the Truth?»                                | Muir, George          | 4:14     |  |

## Créditos
- Mike Muir – Voz
- Mike Clark – Guitarra
- Robert Trujillo – Bajo
- Josh Freese – Batería
- Rocky George – Guitarra
- Peter Collins - Productor

- Datos: Q1135761